# Orton-Umlagerung
Die Orton-Umlagerung ist eine Namensreaktion aus dem Bereich der Organischen Chemie, die 1886 erstmals durch den Chemiker G. Bender und 1890 durch den englischen Chemiker H. E. Armstrong (1848–1937) publiziert wurde und 1899 durch den Chemiker K. J. P. Orton (1872–1930) mit nachfolgendem Ergebnis ausgiebig erforscht wurde. Die Orton-Umlagerung beschreibt die Umsetzung eines N-Chlor-acylanilids unter Säureeinwirkung in ein N-Acyl-para-chloranilid.

## Übersicht
Ein N-Chlor-acylanilid wird unter saurer Katalyse in ein N-Acyl-para-chloranilid umgesetzt:

R = Alkyl-, Arylrest

Es findet eine Umlagerung der Chloridgruppe (Cl) vom Anilidstickstoffatom zum dazu in para-Position befindlichen Kohlenstoffatom des Benzols statt.
Unter analogen Reaktionsbedingungen (säurekatalysiert) kann ein N-Nitro-alkylanilin unter Bildung eines N-Alkyl-para-nitroanilin umgesetzt werden:

R = H, Alkylrest

Dabei wird die Nitrogruppe (NO2) analog zur Chloridgruppe umgelagert.

## Reaktionsmechanismus
Die nachfolgenden Darstellungen beschreiben zwei alternative Vorschläge für den Reaktionsmechanismus:

R = Alkyl-, Arylrest

Als Elektrophil bindet das Wasserstoffatom des Salzsäure-Moleküls als Proton am Stickstoffatom des N-Chlor-acylanilids 1. Das durch die elektrophile Substitution abgespaltene Chloridkation reagiert mit dem Chloridanion des Salzsäure-Moleküls zu Chlor. So entsteht das Anilid 2. Durch eine anschließende Substitutionsreaktion in para-Position entsteht das 4-Chloranilid 3.

R = Alkyl-, Arylrest

Zuerst bindet das Wasserstoffproton des Salzsäure-Moleküls am Stickstoffatom des N-Chlor-acylanilids 1. Die Chloridgruppe wird als Chlorradikal abgespalten. Dieses Chlorradikal wird anschließend in para-Position am Benzol gebunden. Durch eine anschließende Deprotonierung durch das Chloridanion des Salzsäure-Moleküls in para-Position entsteht das 4-Chloranilid 2.